# Балабан, Сергей Николаевич
Сергей Николаевич Балабан (род. 21 июля 1982, Никополь, Днепропетровская область) — украинский самбист и дзюдоист, серебряный призёр первенства мира по самбо 2001 года среди юниоров, чемпион (2006) и серебряный призёр (2005) чемпионатов Украины по дзюдо, серебряный (2001, 2009) и бронзовый (2010) призёр чемпионатов Европы по самбо, бронзовый призёр чемпионата мира по самбо 2009 года, мастер спорта Украины международного класса по самбо и дзюдо. По самбо выступал в первой средней весовой категории (до 82 кг).
Выпускник и преподаватель Днепропетровского государственного университета внутренних дел, декан факультета подготовки специалистов для подразделений криминальной полиции Национальной полиции Украины, майор полиции. Участвует в международных соревнованиях по дзюдо среди ветеранов.
Супруга Оксана Ботурчук — легкоатлетка, паралимпийская чемпионка 2008 года, восьмикратный серебряный и бронзовый призёр летних Паралимпийских игр 2008, 2012, 2016 и 2020 года, Заслуженный мастер спорта Украины.

## Чемпионаты Украины по дзюдо
- Чемпионат Украины по дзюдо 2005 — ;
- Чемпионат Украины по дзюдо 2006 — ;